# Cuisine tatare
 (octobre 2017).

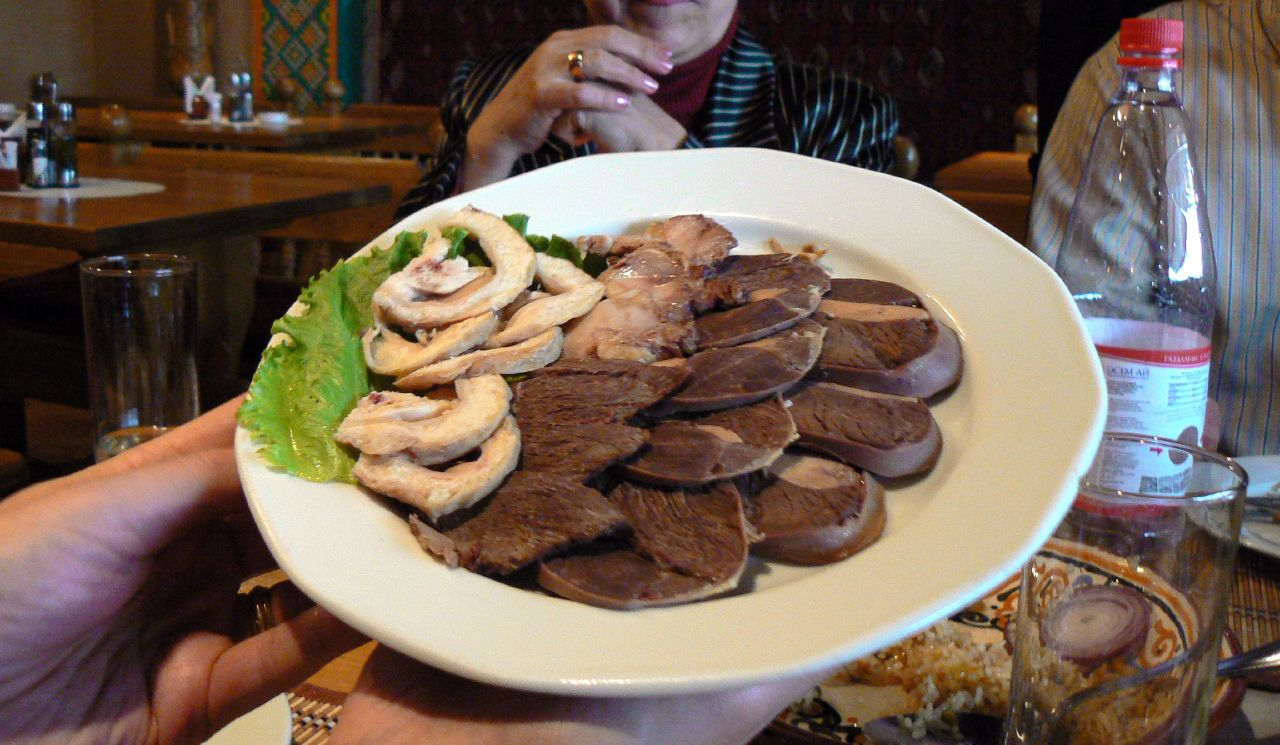
Qazılıq avec viande de cheval (à droite).

Cet article décrit la cuisine des Tatars de la Volga, vivant au Tatarstan et aux alentours. Pour les Tatars de Crimée voir Cuisine des Tatars de Crimée.

## Histoire

### Influences

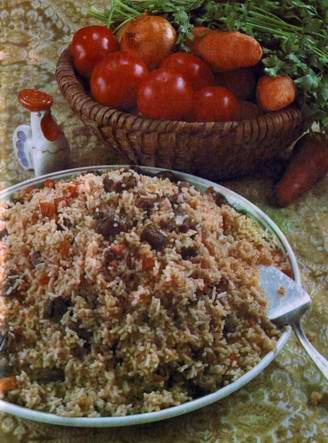
Pilaw (pilaf).

La cuisine tatare tire ses origines de la cuisine du Khanat bulgare de la Volga où vivaient des nomades sédentarisés depuis 1500 ans et assimilés dans les sociétés agricoles locales.
Elle a été influencée par les peuples voisins: Russes Mari et Oudmourtes et par des peuples d'Asie centrale (Ouzbeks et Tadjiks).
La disposition géographique et les éléments naturels ont également joué un grand rôle dans sa formation. L'emplacement du peuple tatar à la frontière de deux zones géographiques, les forêts au nord et la steppe au sud, et dans le bassin de deux grand fleuves, la Volga et le Kama ont facilité le commerce et considérablement enrichi la cuisine (introduction du riz, du thé, des fruits séchés, des noix, des assaisonnements et des épices…).
Cependant, toutes ces influences culinaires et la plus grande diversité des produits n'ont pas changé les caractéristiques de base de la cuisine tatare, ils l'ont seulement diversifiée.
Certains plats comme le pilaf, le halva (xälwä) ou le sorbet (şirbät) sont des plats de longue date de cette cuisine.

### Aliments de base

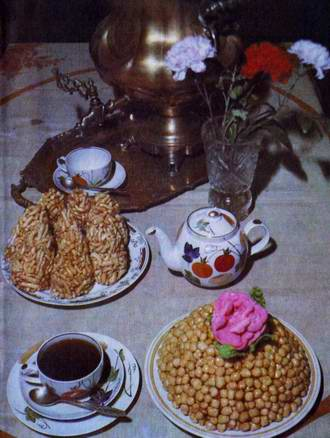
Boxara käläwäse et çäkçäk

La cuisine tatare repose principalement sur la production agricole locale : céréales et bétail. Les fruits et légumes ont été moins bien développés, malgré la relative importance de la pomme de terre à partir du 19e.
Les légumes locaux sont: oignon, carotte, raifort, navet, citrouille, betterave, et dans une moindre mesure concombre et choux.
Les fruits, principalement cultivés au bord de la Volga sont : pomme, cerise, framboise et groseille. Les forêts fournissent des baies, des noix, du houblon, de l'oseille, de la menthe et de l'ail des bois. Les champignons ne sont pas typiques de la cuisine tatare et ont commencé à être cuisinés récemment dans les centres urbains.
Les viandes les plus populaires sont le bœuf et le mouton. La viande de cheval est consommée bouillie et conservée dans le sel. La volaille (poulets, oies) est très répandue dans les fermes et les œufs sont un aliment populaire.
Le miel est abondant grâce à la présence des steppes et forêts qui ont permis le développement de l'apiculture.
Le lait est utilisé dans différentes préparations comme le caillé ou la crème aigre.

## Repas

### Soupes

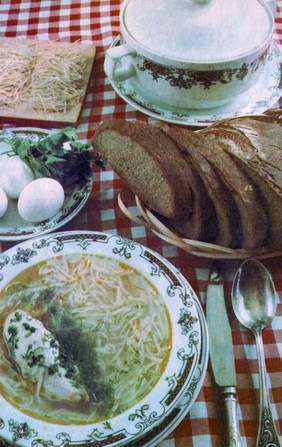
Şulpa accompagné de nouilles.

Le bouillon (şulpa) est utilisé comme base dans la plupart des soupes. Celles-ci peuvent être à la viande, au poulet, au poisson, aux légumes, ou aux champignons. Elle peut être épaissie avec des nouilles, des céréales ou des légumes, séparément ou pas. La soupe de nouilles servie avec du toqmaç (nouilles faites maison) et enrichie de morceaux de viande bouillie ou de bouillon de poulet est particulièrement populaire.
Elles sont souvent servies avec des boulettes de viandes ou des petits pains farcis (öçpoçmaq, pärämäç, bawırsaq), ou bien, dans un cadre plus festif, des pilmän (pelmeni).

### Plats principaux
La plupart des plats principaux sont basés sur la viande, les céréales et les pommes de terre.
Les morceaux de viande ou de poulet sont cuits dans du bouillon, coupés en petits morceaux et servis en plat principal. Ils sont parfois frits rapidement à l'huile avec des oignons, des carottes et des poivrons.
Les pommes de terre bouillies sont un accompagnement très courant avec le raifort râpé.
Les œufs sont consommés crus, bouillis ou frits. Les céréales (millet, sarrasin, flocons d'avoine, riz, pois…) sont souvent consommées en bouillie.

### Plats à base de pâte

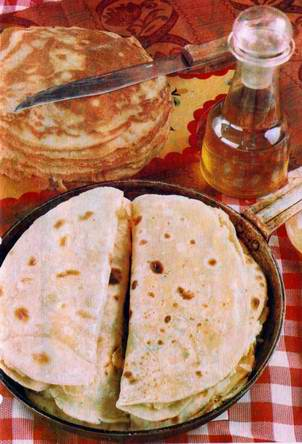
Qıstıbí

La cuisine tatare se caractérise par une large variété de plats fait à partir de pâte.
La pâte sans levain est utilisée pour préparer des petits pains, des bonbons, des biscuits... La pâte levée est utilisée pour faire le pain (ikmäk, ipi) toujours servi avec les plats.
Le pain est traditionnellement fabriqué avec de la farine de seigle. Autrefois, seuls les plus riches pouvaient se permettre la farine de blé. Les deux sont aujourd’hui trouvables dans tous les magasins.
Certains plats sont proches du pancake ou des blinis (qabartma, qoymaq, qıstıbí, bäleş…). D'autres ressemblent aux samoussas comme l'öçpoçmaq. Enfin, parmi les plats de type tourte on peut trouver le pärämäç, le çibörek, le bäkkän (ou täkä), le sumsa, le göbädiä…

### Confiseries
La cuisine tatare possède de nombreuses variétés de confiseries, servies habituellement avec le thé : çelpek, qatlama, qoş tele, lawaş, paştet, çäkçäk…

## Plats traditionnels tatars
- Ayran
- tutırğan tawıq
- Tutırma